# Otso Liimatta
Otso Liimatta (Oulu, 10 luglio 2004) è un calciatore finlandese, centrocampista dell'IFK Värnamo in prestito dal Famalicão.

## Carriera

### Club
Nato ad Oulu, Liimatta ha giocato nel settore giovanile del Tervarit prima di firmare il suo primo contratto professionistico con l'AC Oulu nel settembre 2020.
Ha fatto il suo debutto in Veikkausliiga il 28 maggio 2021, a 16 anni, in una sconfitta per 3-1 contro l'HJK: nel corso dell'incontro ha fornito l'assist per l'unico gol della sua squadra. Ha segnato il suo primo gol in Veikkausliiga il 29 aprile 2022, aprendo il punteggio nella vittoria per 3-0 contro l'Haka.
Nell'estate del 2022 vari media finlandesi hanno riferito dell'inferesse di numerose squadre europee di alto profilo per il giocatore. Al termine della stagione 2022 è stato nominato miglior giovane del campionato dalla Federazione calcistica della Finlandia.
Il 29 luglio 2023 si è unito ufficialmente al Famalicão in Primeira Liga, firmando un accordo di quattro anni con il club portoghese.
Ha fatto il suo debutto con il Fama l'11 agosto 2023 scendendo in campo del primo minuto nella prima gara della stagione 2023-24 contro il Braga, terminata con una sconfitta per 1-2.

### Nazionale
Liimatta ha rappresentato la Finaldia con varie selezioni giovanili. Il 7 marzo 2023 ha ottenuto la prima convocazione con l'Under-21 per due amichevoli contro Macedonia del Nord e Bulgaria. Ha segnato il suo primo gol in U21 il 28 marzo 2023 prendendo parte alla vittoria per 2-0 sulla Bulgaria.

## Statistiche

### Presenze e reti nei club
Statistiche aggiornate al 30 dicembre 2024.
| Stagione         | Squadra          | Campionato       | Campionato | Campionato | Coppe nazionali | Coppe nazionali | Coppe nazionali | Coppe continentali | Coppe continentali | Coppe continentali | Altre coppe | Altre coppe | Altre coppe | Totale | Totale | Totale |
| Stagione         | Squadra          | Comp             | Pres       | Reti       | Comp            | Pres            | Reti            | Comp               | Pres               | Reti               | Comp        | Pres        | Reti        | Pres   | Reti   |        |
| ---------------- | ---------------- | ---------------- | ---------- | ---------- | --------------- | --------------- | --------------- | ------------------ | ------------------ | ------------------ | ----------- | ----------- | ----------- | ------ | ------ | ------ |
| 2021             | OLS              | K                | 1          | 0          | -               | -               | -               | -                  | -                  | -                  | KC          | 2           | 2           | 3      | 2      |        |
| 2022             | OLS              | K                | 17         | 3          | -               | -               | -               | -                  | -                  | -                  | -           | -           | -           | 17     | 3      |        |
| Totale OLS       | Totale OLS       | Totale OLS       | 18         | 3          |                 | -               | -               |                    | -                  | -                  |             | 2           | 2           | 20     | 5      |        |
| 2021             | AC Oulu          | VL               | 9          | 0          | SC              | 0               | 0               | -                  | -                  | -                  | -           | -           | -           | 9      | 0      |        |
| 2022             | AC Oulu          | VL               | 28         | 5          | SC+CdL          | 3+0             | 1+0             | -                  | -                  | -                  | -           | -           | -           | 31     | 6      |        |
| 2023             | AC Oulu          | VL               | 16         | 4          | SC+CdL          | 3+7             | 3+1             | -                  | -                  | -                  | -           | -           | -           | 26     | 8      |        |
| Totale AC Oulu   | Totale AC Oulu   | Totale AC Oulu   | 53         | 9          |                 | 13              | 5               |                    | -                  | -                  |             | -           | -           | 66     | 14     |        |
| 2023-2024        | Famalicão        | PL               | 12         | 1          | CP+CdL          | 1+0             | 0               | -                  | -                  | -                  | -           | -           | -           | 13     | 1      |        |
| 2024-2025        | Famalicão        | PL               | 5          | 0          | CP+CdL          | 1+0             | 0               | -                  | -                  | -                  | -           | -           | -           | 6      | 0      |        |
| Totale Famalicão | Totale Famalicão | Totale Famalicão | 17         | 1          |                 | 2               | 0               |                    | -                  | -                  |             | -           | -           | 19     | 1      |        |
| Totale carriera  | Totale carriera  | Totale carriera  | 88         | 13         |                 | 14              | 5               |                    | -                  | -                  |             | 2           | 2           | 104    | 20     |        |